# Mercedes León
Mercedes León García (Málaga, 27 de mayo de 1958) es una actriz y directora teatral española. Se tituló en Arte Dramático en 1982 por la Escuela Superior de Arte Dramático de Málaga. A lo largo de su carrera profesional ha trabajado como monitora de teatro en centros escolares de Málaga y ha fundado y dirigido varios grupos teatrales. Ha participado como actriz en la película La isla mínima, donde fue nominada al Premio Goya a la mejor actriz de reparto y en la telenovela El secreto de Puente Viejo emitida por Antena 3.

## Filmografía
Series de televisión
| Año       | Título                     | Personaje                | Canal          | Notas         |
| --------- | -------------------------- | ------------------------ | -------------- | ------------- |
| 2005      | Un paso adelante           | María Montoya            | Antena 3       | 1 episodio    |
| 2011      | Arrayán                    |                          | Canal Sur      | 3 episodios   |
| 2014-2015 | El secreto de Puente Viejo | Bernarda Jiménez Aldecoa | Antena 3       | 164 episodios |
| 2016      | Víctor Ros                 | Doña Rosario             | La 1           | 5 episodios   |
| 2016      | La que se avecina          | Joaquina                 | Telecinco      | 1 episodio    |
| 2017      | Sé quien eres              | Reyes                    | Telecinco      | 3 episodios   |
| 2017      | Perdóname, Señor           | Sor Elisa                | Telecinco      | 6 episodios   |
| 2018-2019 | Gigantes                   | Mujer Gitana             | Movistar Plus+ | 6 episodios   |
| 2020      | Veneno                     | María José Rodríguez     | Atresplayer    | 4 episodios   |
| 2021      | Los herederos de la tierra | Barcha                   | Netflix        | 4 episodios   |
| 2023      | La cazaː Guadiana          | Mercedes                 | La 1           | 3 episodios   |
| 2023      | Honor                      | Pilar                    | Atresplayer    | ¿? episodios  |

## Producciones teatrales
- A sangre
- Cinco cubiertos
- El perfil izquierdo de Ricardo
- El regalo
- El sabor de la yuca
- La noche no duerme
- Toque de queda
- Tres deseos

## Premios
- En 2006 recibió la medalla de oro del Ateneo de Málaga por su dedicación y divulgación del teatro.